# Ceraphron amplus
Ceraphron amplus är en stekelart som beskrevs av William Harris Ashmead 1893. Ceraphron amplus ingår i släktet Ceraphron och familjen pysslingsteklar. Inga underarter finns listade i Catalogue of Life.